# Матијас Мајер
Матијас Мајер (Африц ам Зе, 9. јун 1990) аустријски је алпски скијаш. Двоструки је олимпијски победник у спусту и велеслалому. Његов отац, Хелмут Мајер бивши је скијаш и освајач олимпијске медаље.
У Светском купу дебитовао је у фебруару 2009. После неколико пласмана међу најбољих десет први пут се нашао на подијуму у Кицбилу у јануару 2013.
На Олимпијским играма у Сочију освојио је злато у спусту и постао седми олимпијски шампион из Аустрије у спусту. У Пјонгчангу 2018. победио је у супервелеслалому.

## Светски куп
| Season |        |        |            |                |       |             |    |
| Године | Укупно | Слалом | Велеслалом | Супервелесалом | Спуст | Комбинација |    |
| 2011   | 20     | 150    | —          | —              | 48    | —           | —  |
| 2012   | 21     | 50     | —          | —              | 13    | —           | 26 |
| 2013   | 22     | 17     | —          | 39             | 3     | 25          | 9  |
| 2014   | 23     | 9      | —          | 44             | 4     | 5           | 11 |
| 2015   | 24     | 9      | —          | 46             | 3     | 4           | 10 |
| 2016   | 25     | 57     | —          | —              | 18    | 34          | —  |
| 2017   | 26     | 13     | —          | —              | 7     | 8           | 27 |
| 2018   | 27     | 8      | —          | 36             | 6     | 7           | 7  |

- Пласман до 30. јануара 2018

### Победе
- 4 победе – (2 у спусту, 2 у супервелеслалому)

| # | Season |                   |                             |                 |
| # | Season | Датум             | Место                       | Дисциплина      |
| 1 | 2014   | 12. март 2014.    | Ленцерхајде, Швајцарска     | Спуст           |
| 2 | 2015   | 21. фебруар 2015. | Салбах-Хинтерглем, Аустрија | Спуст           |
| 3 | 2015   | 22. фебруар 2015. | Салбах-Хинтерглем, Аустрија | Супервелеслалом |
| 4 | 2017   | 20. јануар 2017.  | Кицбил, Аустрија            | Супервелесалом  |

## Олимпијске игре
| Година | Године | Слалом | Велеслалом | Супервелслаом | Спуст | Кобинација |
| ------ | ------ | ------ | ---------- | ------------- | ----- | ---------- |
| 2014   | 23     | —      | 6          | НЗ            | 1     | 13         |
| 2018   | 27     | —      | —          | 1             | 9     | НЗ2        |

## Светска првенства
| Година | Године | Слалом | Велеслалом | Супервелеслалом | Спуст | Комбинација |
| ------ | ------ | ------ | ---------- | --------------- | ----- | ----------- |
| 2013   | 22     | —      | —          | 5               | 13    | 10          |
| 2015   | 24     | —      | —          | 4               | 12    | 11          |
| 2017   | 26     | —      | —          | НЗ              | 11    | 17          |